# Daniel Cardona i Civit
 (décembre 2019).
Si vous disposez d'ouvrages ou d'articles de référence ou si vous connaissez des sites web de qualité traitant du thème abordé ici, merci de compléter l'article en donnant les références utiles à sa vérifiabilité et en les liant à la section « Notes et références ».
Œuvres principales
- - La Batalla, 1923
  - Res de nou al Pirineu..., 1933
  - Per la pàtria i per la llibertat, 1934

Daniel Cardona i Civit également connu sous les noms de « Vibrant » et « L'Irlandais », né le 20 août 1890 à Barcelone, mort le 7 mars 1943 à Sant Just Desvern, était un homme politique catalan, parmi les plus actifs de l’indépendantisme catalan insurrectionnel des années 1920 et 1930.

## Biographie
Daniel Francesc d'Assís Josep Cardona i Civit naquit au numéro 1, carrer de Jovellanos à Barcelone, fils de Joaquim Cardona i Planas, originaire de Sant Just Desvern, et de Concepció Civit i Puigventós, native de Piera. Dans sa jeunesse, il va souvent au village de son père, Sant Just Desvern, dans le mas familial (Can Cardona) auquel il restera très lié toute sa vie. À 13 ans, il commence à travailler comme saltaulell (apprenti / livreur, dormant sur le comptoir – taulell – de la boutique) à la mercerie Borràs. Dès l'âge de 15 ans, influencé par les idées du docteur Domènec Martí i Julià, il commença à militer à l'Unió Catalanista (Union catalaniste) et dans la Joventut Catalanista (Jeunesse catalaniste). Inspiré par l’insurrection de Pâques (Pâques sanglantes) de 1916 en Irlande, il opte pour la voie insurrectionnelle et militariste afin d’obtenir l’indépendance de la Catalogne. En 1919, il fut membre de la Federació Democratica Nacionalista (Fédération Démocratique Nationaliste) et en 1921, il collabora à la fondation du parti Estat Català avec Francesc Macià i Llussà dit « l’Aví ». Une fois en place la Dictature de Primo de Rivera, il fut poursuivi en justice, jugé puis emprisonné un mois. Libéré, il participe à l’organisation de commandos et dispense des formations militaires. Certaines de ces réunions clandestines peuvent compter jusqu’à 400 participants et plus. Il reçoit une aide financière (1000 francs) de Macià qui se charge alors depuis son exil de récolter des fonds auprès de la diaspora catalane, notamment celle des Amériques. 

### Premier exil
Prévenu en avance de sa détention prochaine, il prend le chemin de l’exil en France. En effet, deux jours plus tard la Guardia Civil fera irruption dans le mas familial sabres à la main pour le chercher, allant même jusqu’à gifler sa femme, alors enceinte de Francesc, premier fils du couple. Installé d’abord à Paris (où sa relation avec Macià se détériorera : rivalités, divergences politiques, inaction qui énerve Cardona, direction unipersonnelle de Macià , etc.) puis à Perpignan, il suivit pendant cette période des cours de formation militaire, et participa au financement de  la Societat d’Estudis Militar, organisation dispensant des cours de formation militaire basées sur les manuels militaires d’infanterie française de Saint Cyr, et qui avait pour finalité de former les futurs commandants d’une armée catalane. Il participe aussi à la fondation de La Bandera Negra, bras armé d’Estat Català et d’idéologie plus radicale que celle de Macià. Il prend ses distances avec « l’Aví » peu avant les événements du complot de Garraf visant à assassiner le roi d’Espagne Alphonse XIII, et auquel il ne participera pas. Il est malgré tout accusé de complicité.

### Seconde République espagnole et proclamation de la République catalane
En février 1931, profitant de l’amnistie générale promulguée avec la proclamation de la Seconde République espagnole, il retourne en Catalogne Sud. Maintenant totalement en désaccord avec la politique de Francesc Macià, il crée avec Magí Colet l’organisation « Nosaltres Sols! » (en hommage au Sinn Féin irlandais, qui veut dire « Nous Seuls » ou « Nous-mêmes », Nosaltres Sols ! étant la traduction littérale de Sinn Fèin en catalan), parti nationaliste-radical qu’il dirigera lui-même. Il fut aussi maire de Sant Just Desvern, où se trouvait la demeure familiale.
Le 14 avril 1931 Francesc Macià proclame la République Catalane, créant une réconciliation et union provisoire des forces séparatistes, notamment entre Macià et Cardona. Est alors créée la Guardia Cívica Catalana, dans laquelle s’engage Cardona du fait de son expérience militaire. Trois jours plus tard Francesc Macià fait marche arrière et accepte de remplacer la république par la Generalitat prévue par l'Accord de Saint-Sébastien. Cardona se sentant trahi, il refuse le poste que lui offre Macià à la Generalitat, voyant cela comme une bassesse. La rupture est définitivement consommée entre les deux hommes. 

### Création d'une organisation militaire
L’année 1932, Cardona lance en secret l’organisation militaire Nosaltres Sols!. Il établit aussi des contacts avec le Sinn Féin et le Parti national breton. Il se montre très critique face au fascisme naissant, le qualifiant de « destructeur, trompeur, uniformisant et tyrannique » et même d'« ennemi des aspirations nationales catalanes ». Le 30 avril 1934, sa femme Madrona meurt.

### Événements du 6 octobre 1934
Il participa à la tentative avortée du 6 octobre 1934 (déclaration de la création de l’état Catalan par le président Lluís Companys profitant de la grève générale dans l’État espagnol), ce qui le fera fuir de nouveau en France à 44 ans et ce malgré une maladie hépatique naissante. De retour dans sa demeure perpignanaise, il est incité à s’éloigner de la frontière espagnole par les autorités françaises et sur demande du gouvernement espagnol. Il ira jusqu’à Bruxelles où il obtiendra un permis de résider en France, à Chartres. Amnistié de nouveau en 1936, il revient et occupe de nouveau le poste de maire de Sant Just Desvern. Au commencement de l’été 1936, NS! Intègre Estat Català lorsque la formation se sépare d’ERC tout en gardant son autonomie interne.

### Dernier exil, retour et mort
Après les événements du 3 au 6 de mai 1937, il s’exile une énième fois en Catalogne Nord, où il restera une fois la guerre civile espagnole terminée. Il collabora activement avec la résistance française, encarté au Front Nacional de Catalunya, dont il est l'un des principaux instigateurs, comme les autres membres de Nosaltres Sols! et Estat Català, pendant l’Occupation par le Troisième Reich nazi. En 1942, gravement malade, il retourne clandestinement dans son village de Sant Just Desvern où il mourut le 7 mars 1943. Les autorités n’autorisèrent que la famille à participer aux funérailles, qu’ils obligent à effectuer le lendemain matin très tôt, et surveillées par un important dispositif policier.

## Archives Personnelles
Les archives personnelles de Daniel Cardona sont conservées aux Archives historiques de la ville de Barcelone. Elles sont composées d’un total de 175 documents, lesquels sont quasiment tous (sauf 20) des lettres. 113 furent adressées à Cardona et 41 à d’autres correspondants. Cette documentation apporte des informations intéressantes, principalement sur la période 1923-1930, mais aussi sur le groupe indépendantiste Estat Català, des divergences et de la rupture définitive entre Cardona et Macià, ainsi que sur les groupes de catalans en exil.

## Œuvres
- La Batalla (1923)
- Res de nou al Pirineu... (1933)
- Per la pàtria i per la llibertat (1934)